# HMS Battleaxe (F89)
Za druge ladje glejte HMS Battleaxe.
HMS Battleaxe (F89) je fregata razreda type 22 Kraljeve vojne mornarice.
30. aprila 1997 je bila prodana Brazilske vojne mornarice in preimenovana v Rademaker.